# Richard Ruoff
Richard Ruoff (Messbacher, 18 agosto 1883 – Tubinga, 30 marzo 1967) è stato un generale tedesco durante la seconda guerra mondiale.

## Biografia
Richard Ruoff nacque a Messbacher, nella regione del Württemberg, il 18 agosto 1883. Al termine degli studi si arruolò nel 1903 come cadetto nel 10º reggimento di fanteria Württemberg ottenendo il grado di tenente e, durante la prima guerra mondiale, prestò servizio come ufficiale di Stato Maggiore con il grado di capitano.
Dopo la fine del conflitto entrò nella Reichswehr, come ufficiale di Stato maggiore della 5ª divisione di fanteria con sede a Stoccarda; nel 1923 divenne comandante dell'11ª compagnia del 14º reggimento a Costanza venendo promosso nel 1926 al grado di maggiore, nel 1931 di tenente colonnello e nel 1933 colonnello. Nel 1934 divenne capo di Stato Maggiore del V Corpo d'Armata, raggiungendo il grado di generale di divisione nel 1936.
Pochi mesi prima dello scoppio della seconda guerra mondiale, il 1º maggio 1939, divenne generale di fanteria e fu posto al comando del V Corpo d'Armata che condusse durante l'operazione Barbarossa, inquadrato nel II gruppo corazzato, comandato dal generale Heinz Guderian, facente parte dello Heeresgruppe Mitte, comandato dal feldmaresciallo Fedor von Bock. Durante la battaglia di Mosca il V Corpo riuscì ad occupare Solnečnogorsk e Peshki, superando il canale Moscova-Volga, spingendosi fino a 20 chilometri da Mosca prima di essere respinto dal contrattacco sovietico e, al termine dell'offensiva, Ruoff assunse, l'8 gennaio 1942, il comando della 4ª armata corazzata.
Durante l'Operazione Blu, il 1º giugno 1942, ottenne il comando della 17ª armata che avanzò nel Caucaso prima del ripiegamento causato dalla sconfitta nella battaglia di Stalingrado. Dopo il fallimento della seconda offensiva estiva fu rimosso dal comando e destinato in patria come ufficiale della riserva, non ottenendo più un comando fino alla fine della guerra. Morì a Tubinga il 20 marzo 1967.